# Leninodar
Leninodar - Ленинодар (rus) - és un khútor del krai de Krasnodar, a Rússia. Es troba a la riba del riu Sukhoi Txelbas, a 23 km al sud-oest de Pàvlovskaia i a 112 km al nord-est de Krasnodar, la capital.
Pertany al municipi d'Oktiabrski.